# The Exchange Student
The Exchange Student is de derde aflevering van het tweede seizoen van het televisieprogramma CBS Schoolbreak Special, die voor het eerst werd uitgezonden op 22 januari 1985.

## Plot
De aflevering vertelt het verhaal van een tiener uit India die door een uitwisseling tijdelijk intrekt bij een Amerikaanse tiener.

## Cast
- Paige Lyn Price - Julie Johnson
- Neeta Puri - Maneka Desai
- Josh Hamilton - Todd Johnson
- Giancarlo Esposito - Kyle
- Vince Grant - Eddie
- Lauren Tom - Kim
- Kathryn Grody - Amy Johnson